# Волкострелов, Дмитрий Евгеньевич
Дмитрий Евгеньевич Волкострелов (род. 17 августа 1982, Москва) — российский актёр, режиссёр, создатель и руководитель «театра post», художественный руководитель Центра имени Вс. Мейерхольда до 1 марта 2022 года.

## Биография
Дмитрий Волкострелов родился в Москве 17 августа 1982 года.
С 1998 по 2002 год учился в Московском государственном университете культуры и искусств (МГУКИ) на кафедре режиссуры и мастерства актёра, участвовал в спектаклях театра-студии ДСВ-МГУ. В 2007 году окончил Санкт-Петербургскую государственную академию театрального искусства (курс-студия при Академическом Малом Драматическом Театре — Театре Европы под руководством Л. А. Додина). С 2006 по 2007 год работал в АМДТ — Театре Европы.
В 2011 году в Санкт-Петербурге основал «театр post», независимую театральную команду, не имевшую своей площадки и работающую, в основном, в не театральных пространствах.
В 2020 году назначен художественным руководителем Центра имени Вс. Мейерхольда.
В 2022 году уволен департаментом культуры Москвы за выражение антивоенной позиции по поводу вторжения России на Украину. По собственным словам, он не хотел покидать этот пост, поскольку «необходимо делать культуру, несмотря ни на что». После увольнения Волкострелова Центр имени Вс. Мейерхольда объединили с театром «Школа драматического искусства».

## Премии
Трёхкратный лауреат Санкт-Петербургской молодёжной театральной премии «Прорыв» в категории «Лучший молодой режиссёр».
Лауреат специального приза жюри Национальной театральной премии «Золотая маска» в 2013 году.
Лауреат Национальной театральной премии «Золотая маска» в номинации «Эксперимент» за спектакль «Хорошо темперированные грамоты» в театре post в 2020 году.

## Фильмография
Роли в кино

| Год       |   | Название                      | Роль                            |
| --------- | - | ----------------------------- | ------------------------------- |
| 2007      | с | Завещание Ленина              | эпизод                          |
| 2007      | ф | Игры в солдатики              | рядовой Андрей Егоров           |
| 2008      | ф | Мы из будущего                | Виталий Семёнович Бероев «Чуха» |
| 2008—2010 | с | Обручальное кольцо            | Юра Степанов                    |
| 2009      | с | Адвокат 7                     | Аркадий, пасынок погибшего      |
| 2010      | ф | Тульский Токарев              | Дима                            |
| 2010      | ф | Преступление будет раскрыто 2 | Имя персонажа не указано        |
| 2010      | с | Побег                         | Юрий Пичуга                     |
| 2012      | с | Побег 2                       | Юрий Пичуга                     |

## Режиссёрские работы в театре
- 2010 — «Запертая дверь» Павла Пряжко. Режиссёрская лаборатория «ON.Театр», Санкт-Петербург[9].
- 2010 — «Июль» Ивана Вырыпаева. Санкт-Петербург.
- 2010 — «Миссионеры» Павла Пряжко, читка. Фестиваль Любимовка, театр.doc, Москва.
- 2011 — «Единицы хранения» — work-in-progress (совм. с Михаилом Дурненковым) в рамках фестиваля ТПАМ, Санкт-Петербург.
- 2011 — «Развалины» Юрия Клавдиева. Первая Театральная Лаборатория «НеКлассика», Новгородский академический театра драмы им. Ф. М. Достоевского, Новгород.
- 2011 — «Хозяин кофейни» Павла Пряжко. театр post, Санкт-Петербург.
- 2011 — «Солдат» Павла Пряжко. театр post совместно с  Театром.doc, Москва[4][10].
- 2011 — «Хорошо. Предлагаю тогда беседу» Михаила Дурненкова, лаборатория Андрея Могучего в рамках фестиваля «Новая пьеса», Москва.
- 2011 — «Встреча президента Медведева с деятелями культуры», Москва.
- 2011 — «Злая девушка» Павла Пряжко. ТЮЗ имени А. А. Брянцева, Санкт-Петербург[11].
- 2012 — «Быть или не быть? Да не вопрос.» (по мотивам У. Шекспира). ТЮЗ имени Ю. П. Киселева, Саратов.
- 2012 — «Герой». Театральный Альманах, ЦИМ, Москва.
- 2012 — «Я свободен» Павла Пряжко. театр post, Санкт-Петербург[12][13].
- 2012 — «Летчик» Нины Садур, читка. Фестиваль «Драма, новый код», Красноярск.
- 2012 — «Налетела грусть, боль незванная, вот она, любовь, окаянная» Павла Пряжко. Режиссёрская лаборатория «Здесь и сейчас», МХТ им. А. П. Чехова, Москва.
- 2012 — «Shoot/Get Treasure/Repeat» Марка Равенхилла, совместно с Семеном Александровским и Александром Вартановым. театр post, Санкт-Петербург[14].
- 2012 — «Поле» Павла Пряжко, читка. Фестиваль «Золотая маска», музей Театра им. Смильгиса, Рига.
- 2012 — «Живые пространства. Дом ветеранов сцены имени А. А. Яблочкиной». Фестиваль «Территория», Москва.
- 2012 — «Три четыре», опера Бориса Филановского на тексты Льва Рубинштейна. Проект «Лаборатория современной оперы», Москва.
- 2012 — «Танец Дели» Ивана Вырыпаева. ТЮЗ имени А. А. Брянцева, Санкт-Петербург.
- 2013 — «Печальный хоккеист» Павла Пряжко, читка. Фестиваль Любимовка, театр.doc, Москва.
- 2013 — «Печальный хоккеист» Павла Пряжко. театр post совместно с Центром визуальных и исполнительских искусств, Минск
- 2013 — «Любовная история» Хайнера Мюллера. Театр «Приют комедианта», Санкт-Петербург.
- 2013 — «Мне всё нравится» Михаила Дурненкова. Клуб ArteFAQ, Москва.
- 2013 — «Три дня в аду» Павла Пряжко. Театр Наций, Москва.
- 2013 — «Лекция о ничто» Джона Кейджа. театр post, Санкт-Петербург.
- 2014 — «Мейерхольд — это я», Театральный Альманах, ЦИМ, Москва.
- 2014 — «Шекспир. Лабиринт»: фрагмент «Фортинбрас». Театр Наций, Москва.
- 2014 — «1968. Новый мир». Театр на Таганке, Москва.
- 2014 — «Парки и сады» Павла Пряжко. театр post, Санкт-Петербург.
- 2014 — «Беккет. Пьесы» по пьесам Сэмюэла Беккета. ТЮЗ имени А. А. Брянцева, Санкт-Петербург.
- 2014 — «Русскій романсъ» по романсам русских композиторов XIX века. Театр Наций, Москва.
- 2015 — «Мы уже здесь» Павла Пряжко, читка. Театр комедии им. Акимова, Санкт-Петербург.
- 2015 — «Без слов». Торжественная церемония вручения Санкт-Петербургской театральной премии для молодых «ПРОРЫВ», Новая сцена Александринского театр, Санкт-Петербург.
- 2015 — «Оставаться живым» Мишеля Уэльбека. Лаборатория «Современный актер в современном театре», МХТ им. Чехова, Москва.
- 2015 — «Лекция о нечто» Джона Кейджа. театр post, Санкт-Петербург.
- 2015 — «Мы уже здесь» Павла Пряжко. театр post, Санкт-Петербург.
- 2015 — «Пушечное мясо» Павла Пряжко, читка. Фестиваль Любимовка, театр.doc, Москва.
- 2016 — «Облако в штанах. Фрагменты речи влюбленного». Лаборатория «Маяковский зажигает звезды», Новокузнецкий Драматический Театр, Новокузнецк.
- 2016 — «Поле» Павла Пряжко. театр post, Санкт-Петербург, музей современного искусства Эрарта
- 2016 — «Карина и Дрон» Павла Пряжко. Творческая лаборатория Угол, Казань.
- 2016 — «Покой и утешение» Евгения Казачкова, «Возница-Герстекер» Валерия Печейкина, «Вещи» Михаила Дурненкова в пространстве выставки «Сточные годы», куратор Павел Михайлов, Варочный цех, Мытищи.
- 2016 — «Невидимый театр». театр post и Новая Голландия, Санкт-Петербург.
- 2017 — «Я сижу в комнате» Элвина Люсье, совместно с Дмитрием Власиком. театр post, Санкт-Петербург.
- 2017 — «Розенкранц и Гильденстерн». ТЮЗ им. Брянцева, Санкт-Петербург.
- 2017 — «В прошлом году в Мариенбаде» Алена Роб-Грийе и Алена Рене. Новая Сцена Александрийского театра, Санкт-Петербург.
- 2017 — «Хвала любви» Жана-Люка Годара, читка. Мастерская Брусникина и театр Практика, Москва.
- 2017 — «Музей мест которые». Фонд поддержки современного искусства «Живой город», Свияжск.
- 2017 — «Художник извне и изнутри» по книге Аркадия Ипполитова «Якопо да Понтормо: Художник извне и изнутри», совместно с Дмитрием Ренанским. театр post, Санкт-Петербург.
- 2017 — «Камень Осипа» в рамках Мандельштамфест, Камерный театр, Воронеж.
- 2018 — «Бывшая, школьная» Андрея Жиганова. Творческая лаборатория Угол, Казань.
- 2018 — «Приговоренный к смерти бежал» по одноимённому фильму Робера Брессона, его интервью и книге «Заметки о кинематографе», и по личным высказываниям участниц спектакля. ТЮЗ имени А. А. Брянцева, Санкт-Петербург.
- 2018 — «Без названия» в рамках театральной лаборатории «Полдень. Демонстрация 25 августа 1968 года» InLiberty в Гоголь-центре.
- 2018 — «Фрагменты классики» в рамках проекта «Молодые — молодым». Пятый театр, Омск.
- 2018 — «Хорошо темперированные грамоты». театр post, Санкт-Петербург.
- 2019 — «Пермские боги». Сцена-Молот, Пермь.
- 2019 — «Россия. Владивосток. Карта и территория». Лабораторная работа для театра в рамках Тихоокеанского международного фестиваля современной драматургии "Метадрама", театр Молодежи, Владивосток.
- 2019 — «Дыхание вещей» по пьесам «Вещи» М. Дурненкова, «Дыхание» С. Беккета и документальным монологам. Театральна лаборатория «Dens», театр Nottara, Бухарест, Румыния.
- 2019 — «Окно» по рассказу Сигизмунда Кржижановского. Театральная лаборатория «Новые смыслы», Шарыпово.
- 2019 — «Комитет грустящего божества» Павла Пряжко, читка. Фестиваль Любимовка, Москва.
- 2019 — «Квазифутбол». Один театр, Краснодар.
- 2020 — «Пушечное мясо» Павла Пряжко. Онлайн версия спектакля для фестиваля POSTWEST, Volksbühne, Берлин. Продюсерская компания «KatlZ», Рига, Латвия.
- 2020 — «Русская классика». Театр «Приют комедианта», Санкт-Петербург.
- 2020 — «Русская музыка 2.0». Концерт лауреатов программы Aksenov Family Foundation. Aksenov Family Foundation, Фестиваль «Территория», Центр имени Вс. Мейерхольда, Москва.
- 2020 — «Комитет грустящего божества» Павла Пряжко, совместно с Аленой Старостиной. театр post, Санкт-Петербург.
- 2021 — «Ленточки» Павла Пряжко. театр post, Санкт-Петербург.
- 2021 — «Пушечное мясо» Павла Пряжко. театр post, Санкт-Петербург.
- 2021 — «Евгений Онегин». Музыка Петра Чайковского, либретто Петра Чайковского и Константина Шиловского по одноимённому роману в стихах Александра Пушкина. Урал Опера Балет, Екатеринбург.
- 2022 — «Русская смерть». Центр Мейерхольда, Москва.
- 2024 — «Закат» Павла Пряжко. ГЭС-2

## Участие в спектаклях театра post
- 2018 — «Диджей Павел» Павла Пряжко, авторы спектакля: Ксения Волкова, Дмитрий Волкострелов, Дмитрий Коробков, Иван Николаев, Максим Петров, Алексей Платунов, Дмитрий Ренанский, Алена Старостина.
- 2019 — «Два перстня» Павла Пряжко, авторы спектакля: Ксения Волкова, Дмитрий Волкострелов, Дмитрий Коробков, Иван Николаев, Максим Петров, Алексей Платунов, Алена Старостина.
- 2021 — «Space X»,  авторы спектакля: Екатерина Августеняк, Дмитрий Власик, Дмитрий Волкострелов, Дмитрий Коробков, Иван Николаев, Алексей Платунов, Алена Старостина.

## Художник
- 2016 — «Повседневность. Простые действия» при участии театра post. ММОМА и Международный Фестиваль-школа «Территория», Москва.
- 2017 — «Звуковая реконструкция Памятника III Интернационалу Татлина», в рамках проекта «пространство сила конструкция». Фонд V-A-C совместно с Чикагским институтом искусств, Палаццо на Дзаттере, Венеция, Италия.
- 2017 — «Соотношение сторон». Перформанс на открытии II Международного фестиваля экспериментального кино MIEFF, Электротеатр им. Станиславского, Москва.
- 2021 — «Инфоцентр», Основной проект фестиваля THEATRUM 2021. Новый Манеж, Москва.
- 2021 — «Война и мир» своими шагами», театр post, международный театральный фестиваль «Толстой». Музей-усадьба Л. Н. Толстого «Ясная Поляна».

## Куратор
- 2016 - 2019 — Fringe-программа Спорная Территория, Фестиваль Любимовка, Москва, совместно с Анной Банасюкевич, Всеволодом Лисовским, Елизаветой Спиваковской и Александром Родионовым.
- 2018, 2019 — Лаборатория «Аннигиляция», творческая лаборатория «Угол», Казань, совместно с Олегом Лоевским. Театральная лаборатория, посвященная взаимодействию и осмыслению театром науки.
- 2020 — «Lorem Ipsum» Екатерины Августеняк, совместно с Ксенией Перетрухиной. Проект театра «Практика» и Мастерской Брусникина, созданный при поддержке фестиваля «Территория» и Департамента культуры г. Москвы (проект «Открытая сцена»).